# Фраат I
Фраат I (Frahāta) е владетел на Партия от династията на Арсакидите. Управлява през 176 – 171 г. пр.н.е., според други датировки ок. 170 – 168 г. пр.н.е. или 168 – 165 г. пр.н.е. Най-възрастен син и наследник на Фриапатий.

## Управление
През краткото си управление Фраат I подновява експанзивната политика, възползвайки се от упадъка на Селевкидската империя. Той предприема кампания срещу племето марди, обитаващо планините на Елбурс и южното крайбрежие на Каспийско море. Успява да покори Хиркания и част от източна Мидия, стигайки до Рага, дн. Рей. Наследен е от брат си Митридат I.